# Ryan Graves (Eishockeyspieler)
Ryan Graves (* 21. Mai 1995 in Yarmouth, Nova Scotia) ist ein kanadischer Eishockeyspieler, der seit Juli 2023 bei den Pittsburgh Penguins in der National Hockey League unter Vertrag steht. Zuvor verbrachte der Verteidiger drei Jahre bei der Colorado Avalanche und war zwei Saisons für die New Jersey Devils aktiv.

## Karriere

### Jugend
Ryan Graves wurde in Yarmouth geboren und spielte in seiner Jugend unter anderem für die South Shore Mustangs und die Yarmouth Mariners in regionalen Nachwuchsligen. Zur Saison 2011/12 wechselte er zu den auf Prince Edward Island beheimateten P.E.I. Rocket aus der Ligue de hockey junior majeur du Québec (LHJMQ), die ihn im Entry Draft des Jahres 2011 an neunter Position ausgewählt hatten. Bei den Rocket etablierte er sich in den folgenden Jahren als defensiv orientierter Abwehrspieler, der aufgrund seiner überdurchschnittlichen Physis vor allem mit körperlich robustem Eishockey auffiel. In der Folge wurde er auch im NHL Entry Draft 2013 an 110. Position von den New York Rangers berücksichtigt. Mit Beginn der Saison 2013/14 änderten die P.E.I. Rocket ihren Namen in Charlottetown Islanders, während der Kanadier nur noch eine halbe Saison für das Franchise aktiv war. Im Januar 2014 wurde er samt einem Drittrunden-Wahlrecht für den Draft an die Foreurs de Val-d’Or abgegeben, während die Islanders Wladislaw Lyssenko und David Henley erhielten. Mit den Foreurs, die unter anderem die späteren NHL-Spieler Anthony Mantha und Antoine Bibeau in ihren Reihen hatten, gewann der Verteidiger am Ende der Spielzeit 2013/14 die LHJMQ-Playoffs um die Coupe du Président. Im anschließenden Memorial Cup 2014 scheiterte das Team im Halbfinale am späteren Sieger, den Edmonton Oil Kings. Im August 2014 wurde er zu den Remparts de Québec transferiert, mit denen er erneut das Endspiel um die Coupe du Président erreichte, dort allerdings den Océanic de Rimouski unterlag. Als Gastgeber nahm man wenig später auch am Memorial Cup 2015 teil, wo erneut eine Niederlage im Halbfinale folgte. Graves persönlich wurde jedoch ins All-Star Team des Turniers gewählt.

### NHL

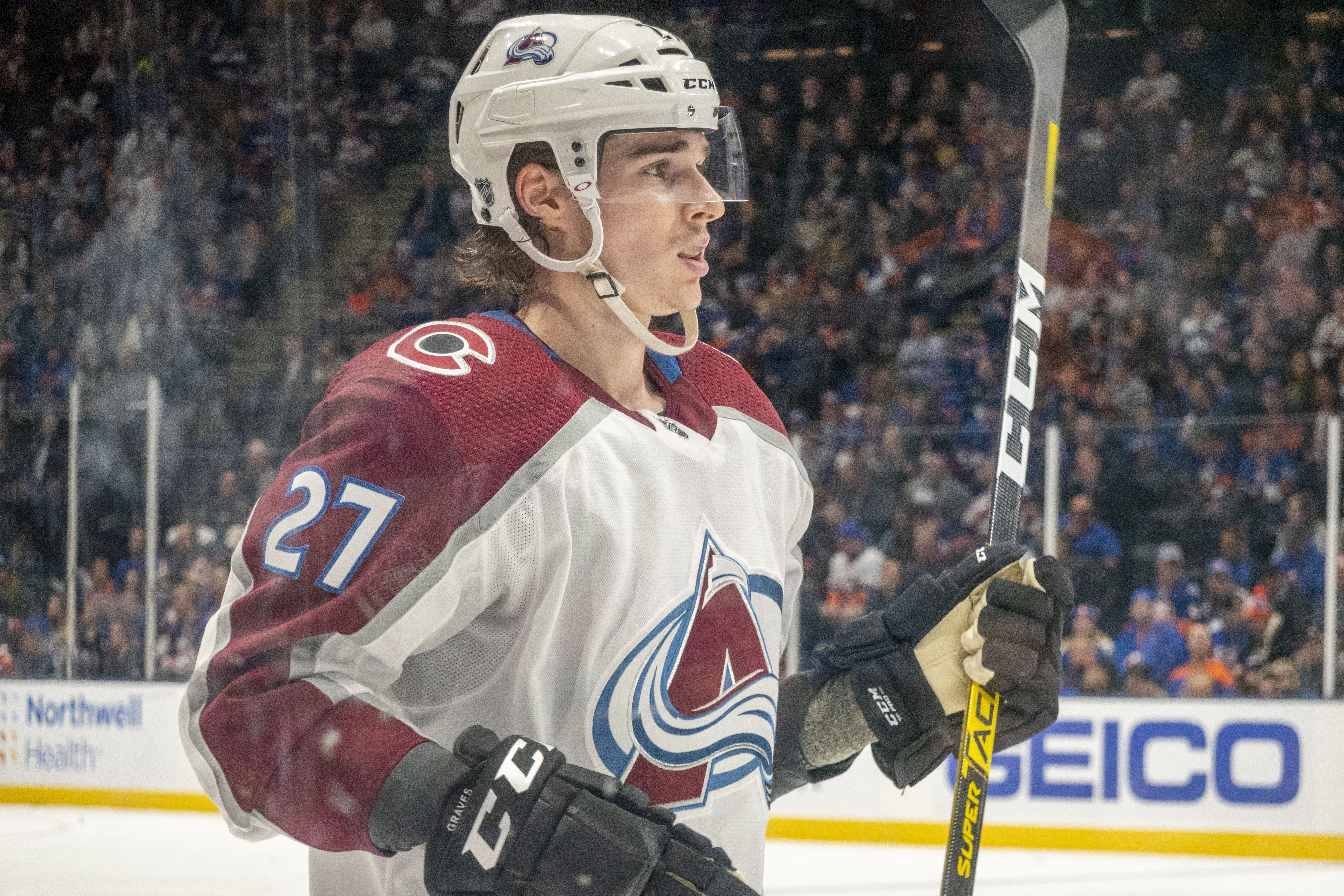
Graves im Trikot der Colorado Avalanche (2020)

Bereits im März 2014 hatten die New York Rangers den Abwehrspieler mit einem Einstiegsvertrag ausgestattet. Nach vier Jahren im Juniorenbereich wechselte er zur Saison 2015/16 in deren Organisation, wo er vorerst in deren Farmteam in der American Hockey League eingesetzt wurde, beim Hartford Wolf Pack. Das „Wolfsrudel“ vertrat er in seiner Rookie-Saison beim AHL All-Star Classic. Insgesamt zeigte er etwa zweieinhalb Jahre konstante Leistungen in Hartford, ohne jedoch zu einem Einsatz in der National Hockey League (NHL) für die Broadway Blueshirts zu kommen. Schließlich wurde er im Februar 2018 im Tausch für Chris Bigras an die Colorado Avalanche abgegeben.
Auch die Avalanche setzte den Verteidiger vorerst in ihren AHL-Farmteams ein, den San Antonio Rampage bzw. ab der Folgesaison den Colorado Eagles, bevor er schließlich Ende Dezember 2018 sein NHL-Debüt für Colorado gab. Im Aufgebot der Avalanche etablierte sich Graves spätestens mit Beginn der Spielzeit 2019/20, wobei er unter anderem durch eine herausragende Plus/Minus-Statistik auffiel, so führte er die Liga in dieser Kategorie im Dezember und Januar an. Mit einem Wert von +40 war dies auch am Ende der letztlich verkürzten Saison der Fall. Anschließend unterzeichnete er im Oktober 2020 einen neuen Dreijahresvertrag in Colorado, der ihm ein Gesamtgehalt von 9,5 Millionen US-Dollar einbringen soll. Bereits im Juli 2021 jedoch wurde Graves zu den New Jersey Devils transferiert, die im Gegenzug Michail Malzew sowie ein Zweitrunden-Wahlrecht im NHL Entry Draft 2021 nach Colorado schickten.
Nach zwei Jahren in New Jersey endete seine Zeit bei den Devils, indem er sich im Juli 2023 als Free Agent den Pittsburgh Penguins anschloss. Dort unterzeichnete er einen neuen Sechsjahresvertrag, der ihm ein durchschnittliches Jahresgehalt von 4,5 Millionen US-Dollar einbringen soll.

### International
Sein erstes internationales Turnier bestritt Graves im Rahmen der World U-17 Hockey Challenge 2012, bei der er mit dem Team Canada Atlantic den siebten Platz belegte. Im Juniorenbereich folgten keine weiteren Einsätze, bevor er sein Debüt für die A-Nationalmannschaft seines Heimatlandes im Rahmen der Weltmeisterschaft 2022 gab. Dort gewann der Verteidiger mit dem Team die Silbermedaille.

## Erfolge und Auszeichnungen
- 2014 Coupe-du-Président-Gewinn mit den Foreurs de Val-d’Or
- 2015 Memorial Cup All-Star Team
- 2016 Teilnahme am AHL All-Star Classic
- 2020 NHL Plus/Minus Award (nicht offiziell vergeben)

### International
- 2022 Silbermedaille bei der Weltmeisterschaft

## Karrierestatistik
Stand: Ende der Saison 2024/25

### International
Vertrat Kanada bei:
- World U-17 Hockey Challenge 2012
- Weltmeisterschaft 2022

(Legende zur Spielerstatistik: Sp oder GP = absolvierte Spiele; T oder G = erzielte Tore; V oder A = erzielte Assists; Pkt oder Pts = erzielte Scorerpunkte; SM oder PIM = erhaltene Strafminuten; +/− = Plus/Minus-Bilanz; PP = erzielte Überzahltore; SH = erzielte Unterzahltore; GW = erzielte Siegtore; 1 Play-downs/Relegation; Kursiv: Statistik nicht vollständig)